# Haplognathia
Haplognathia is een geslacht in de taxonomische indeling van de tandmondwormen (Gnathostomulida).

## Soorten
- Haplognathia asymmetrica
- Haplognathia belizensis
- Haplognathia filum
- Haplognathia lunulifera
- Haplognathia gubbarnorum
- Haplognathia rosea
- Haplognathia ruberrima
- Haplognathia rubromaculata
- Haplognathia rufa
- Haplognathia simplex